# Ordoviciano
| Período Ordoviciano Há 485.4–443.8 milhões de anos PreЄ Є O S D C P T J K Pg N | |
|                                                                                | |
| Teor médio de o2 atmosférico durante o período                                 | ca. 13.5 Vol % (68 % do nível atual)                                                                        |
| Teor médio do CO2 atmosférico durante o período                                | ca. 4200 ppm (15 vezes o nível pré-industrial)                                                              |
| Temperatura média da superfície durante o período                              | ca. 16 °C (2 °C acima do nível atual)                                                                       |
| Nível do mar (acima dos dias de hoje)                                          | 180m; subindo para 220m no Caradoc e caindo acentuadamente para 140m nas glaciações do final do Ordoviciano |

Na escala de tempo geológico, o Ordoviciano ou Ordovícico é o período da era Paleozoica do éon Fanerozoico que está compreendido há entre 486,85 a 443,1 milhões de anos aproximadamente. O período Ordoviciano sucede o período Cambriano e precede o período Siluriano, ambos de sua era. Divide-se nas épocas Ordoviciana Inferior, Ordoviciana Média e Ordoviciana Superior, da mais antiga para a mais recente.
Os limites do Ordoviciano são marcados pela ocorrência de graptozoários planctônicos. As rochas são geralmente os argilitos escuros, orgânico que carregam os restos dos graptólitos e podem ter sulfeto de ferro. Naquele período os terremotos eram frequentes.

## Paleogeografia
No período Ordoviciano os Continentes ainda eram desérticos, rebaixados por epirogênese e invadidos por extensos mares rasos;  o norte dos trópicos era quase inteiramente oceano, e a maior parte terrestre do mundo foi confinada ao sul, o supercontinente Gondwana. Durante todo o Ordoviciano, Gondwana foi deslocado para o polo sul e muito dele ficou debaixo d'água. Os graptozoários comuns nesse período são ótimos fósseis guias pois delimitam zonas biostratigráficas.
O clima do ordoviciano era mais suave com temperaturas médias e a atmosfera muito úmida.

## Fauna e flora

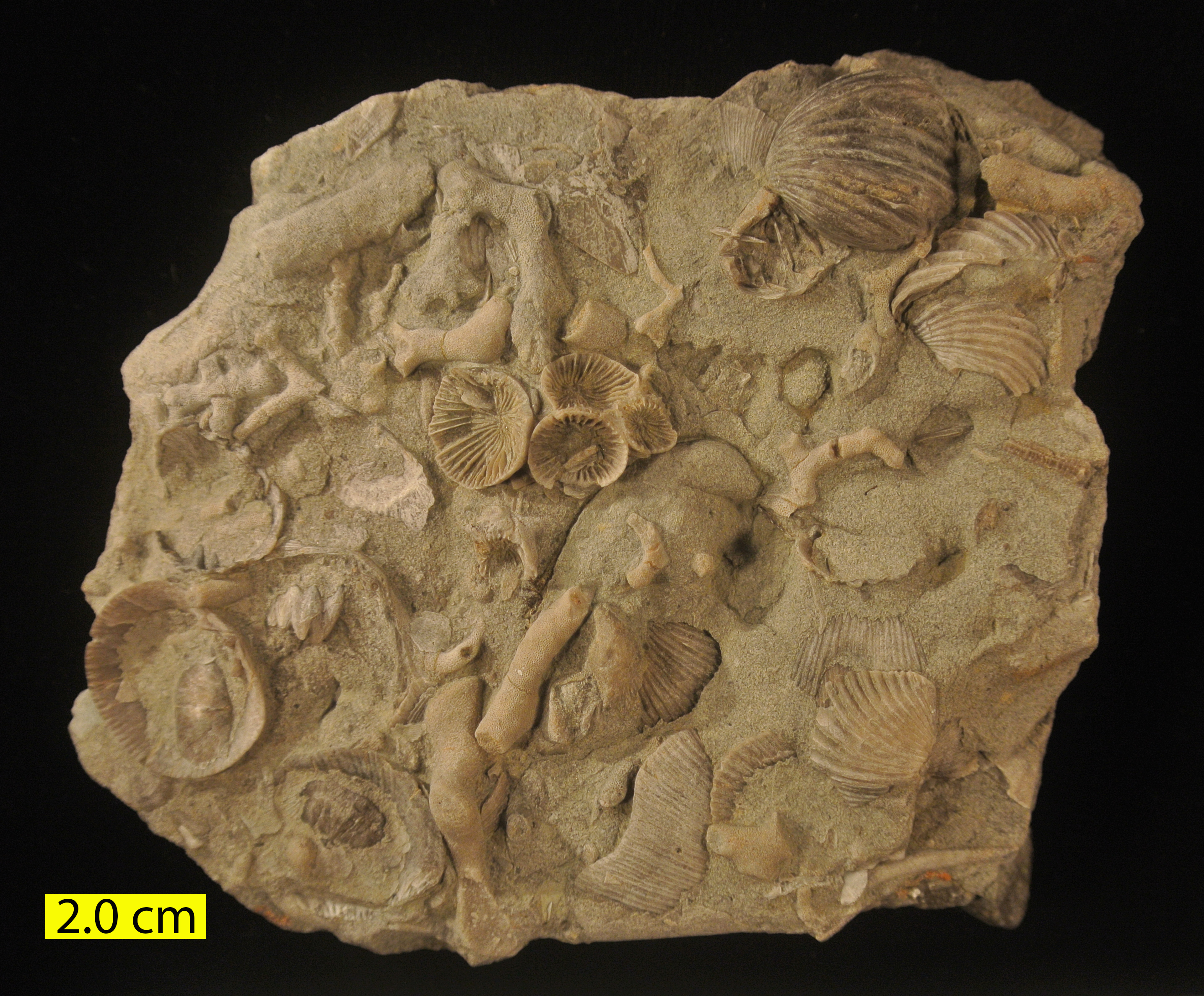

Durante o Ordoviciano, os invertebrados ainda são as formas de vida animal dominantes, porém com formas mais "semelhantes" às atuais do que as do Cambriano.
- Os graptólitos graptoloides surgem no Ordovícico inferior.

O Ordoviciano é o mais conhecido pela presença de seus invertebrados marinhos diversos, incluindo graptozoários, trilobites (estes atingiram seu auge neste período) e braquiópodes. Uma comunidade marinha típica conviveu com estes animais, algas vermelhas e verdes, peixes primitivos, cefalópodes, corais, crinóides, e gastrópodes. Mas recentemente, houve a evidência de esporos trietes que são similares àqueles de plantas primitivas terrestres, sugerindo que as plantas invadiram a terra neste período.  A evolução dos protocordados desenvolveram os primeiros peixes sem mandíbulas. Entre os artrópodes ocorre o surgimento dos escorpiões do mar.

## Clima
Se estima que o clima no período foi predominantemente tropical. Em muitos lugares as temperaturas alcançavam 40-50 °C e algumas vezes até 60°C. As temperaturas elevadas permaneceram até o final do Ordovícico, quando ocorreu uma glaciação massiva que alcançou todos os continentes, principalmente a Gondwana, momento em que foram extintas muitas das espécies surgidas neste período - ver extinção do Ordoviciano-Siluriano.

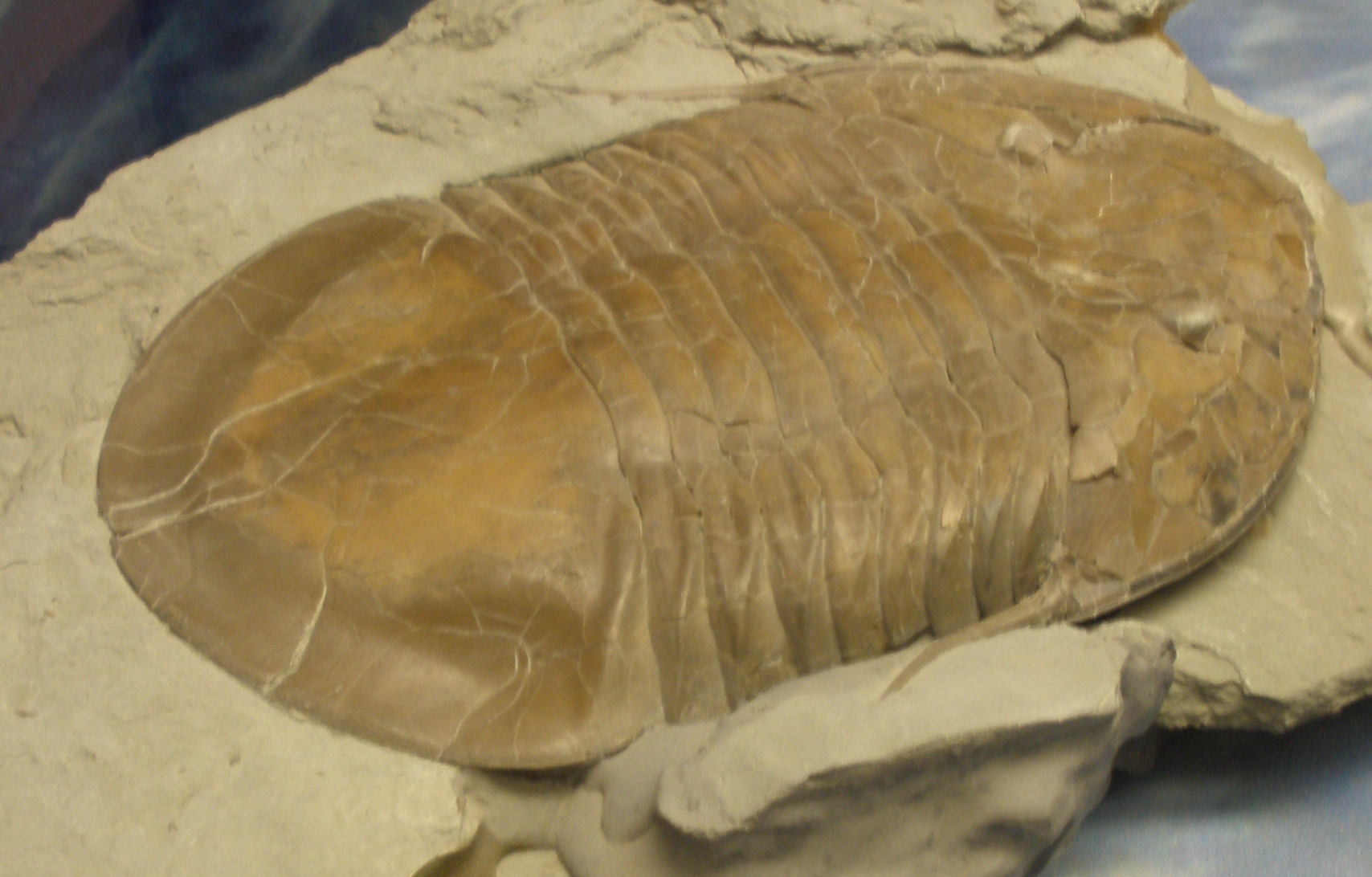
Isotelus brachycephalus um trilobite
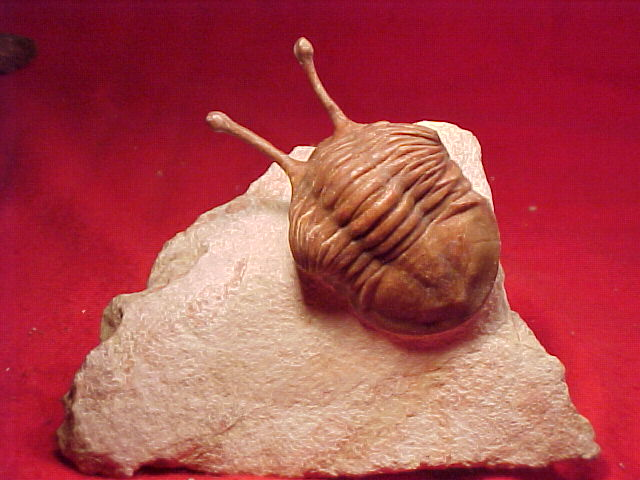
Asaphus kowalewski um trilobite
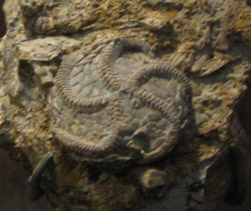
Foerstediscus splendens um equinodermo
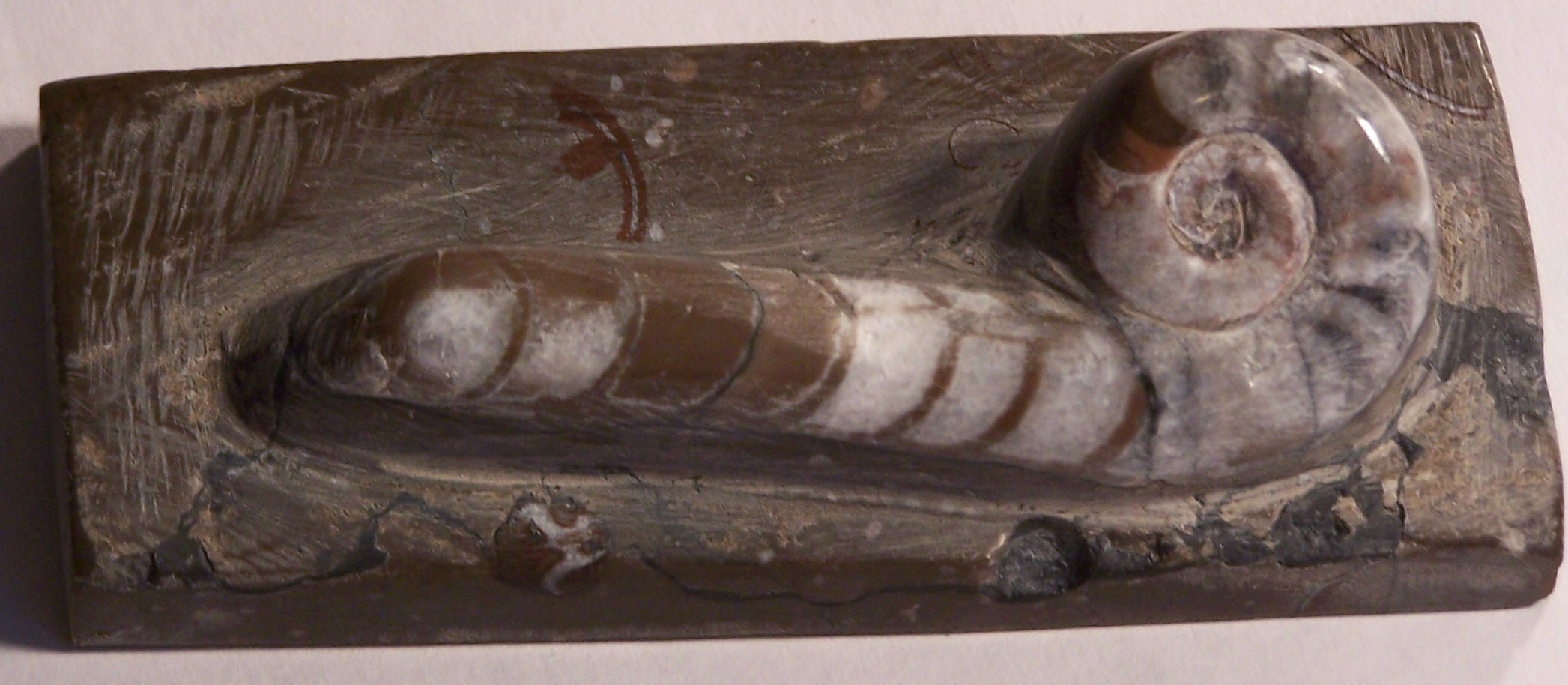
Lituites lituus um molusco cefalópode
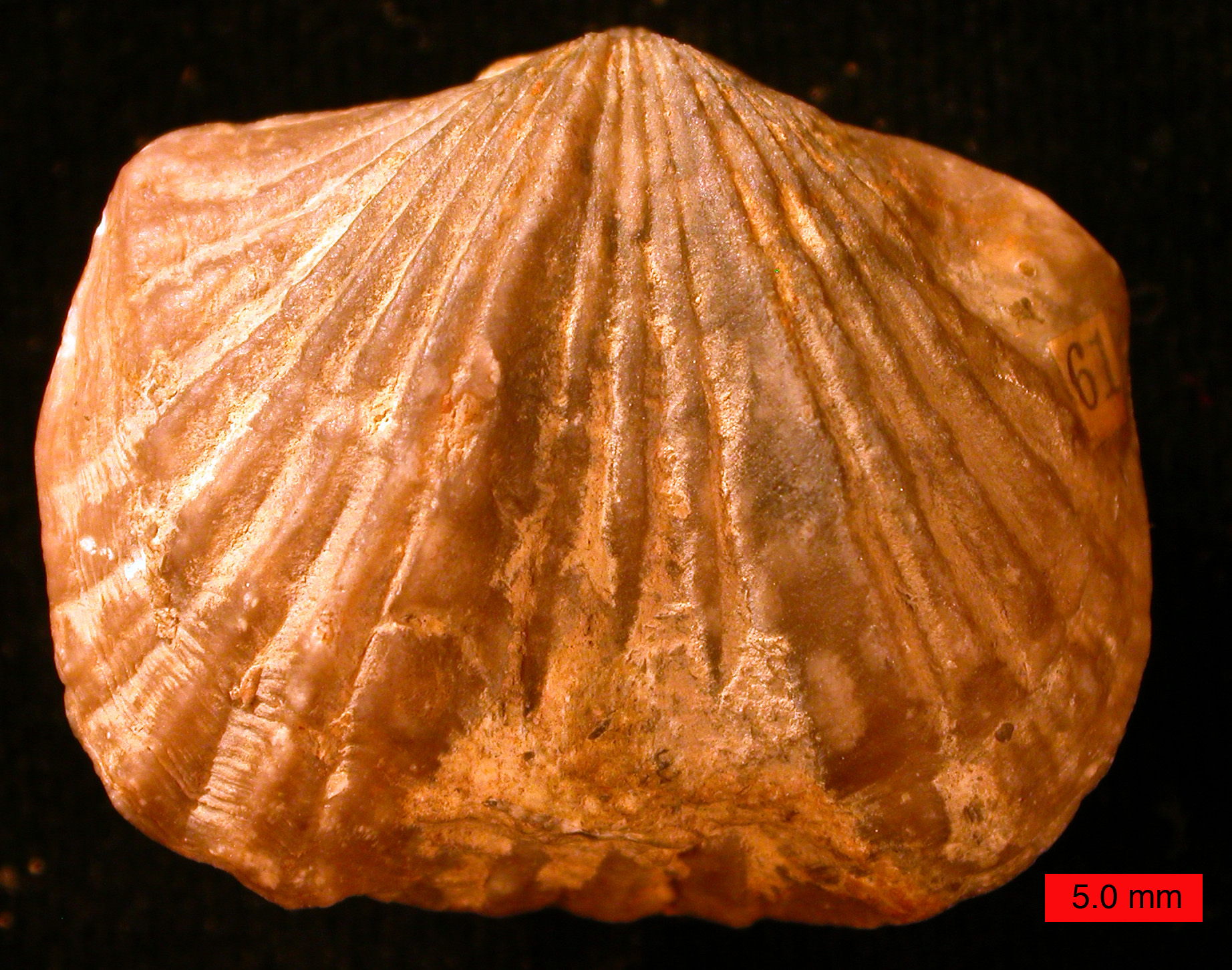
Pltystrophia ponderosa um braquiópode
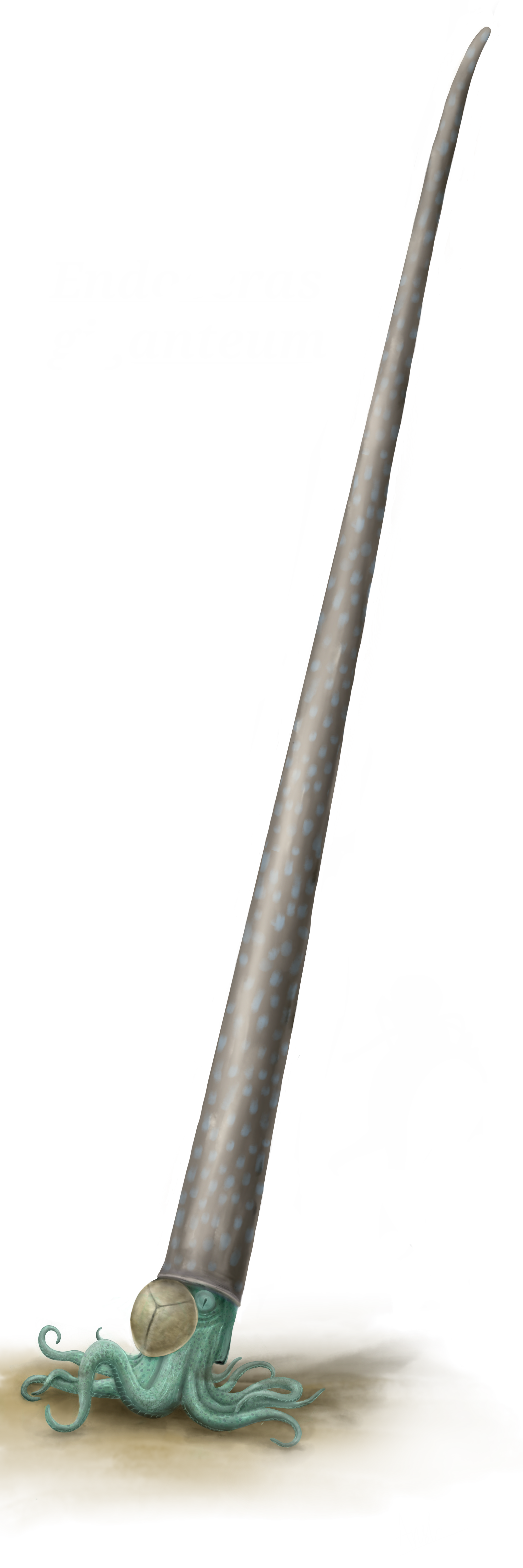
Endoceras, um dos maiores predadores do Ordoviciano.
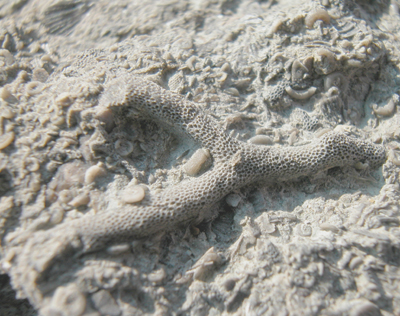
Briozoário
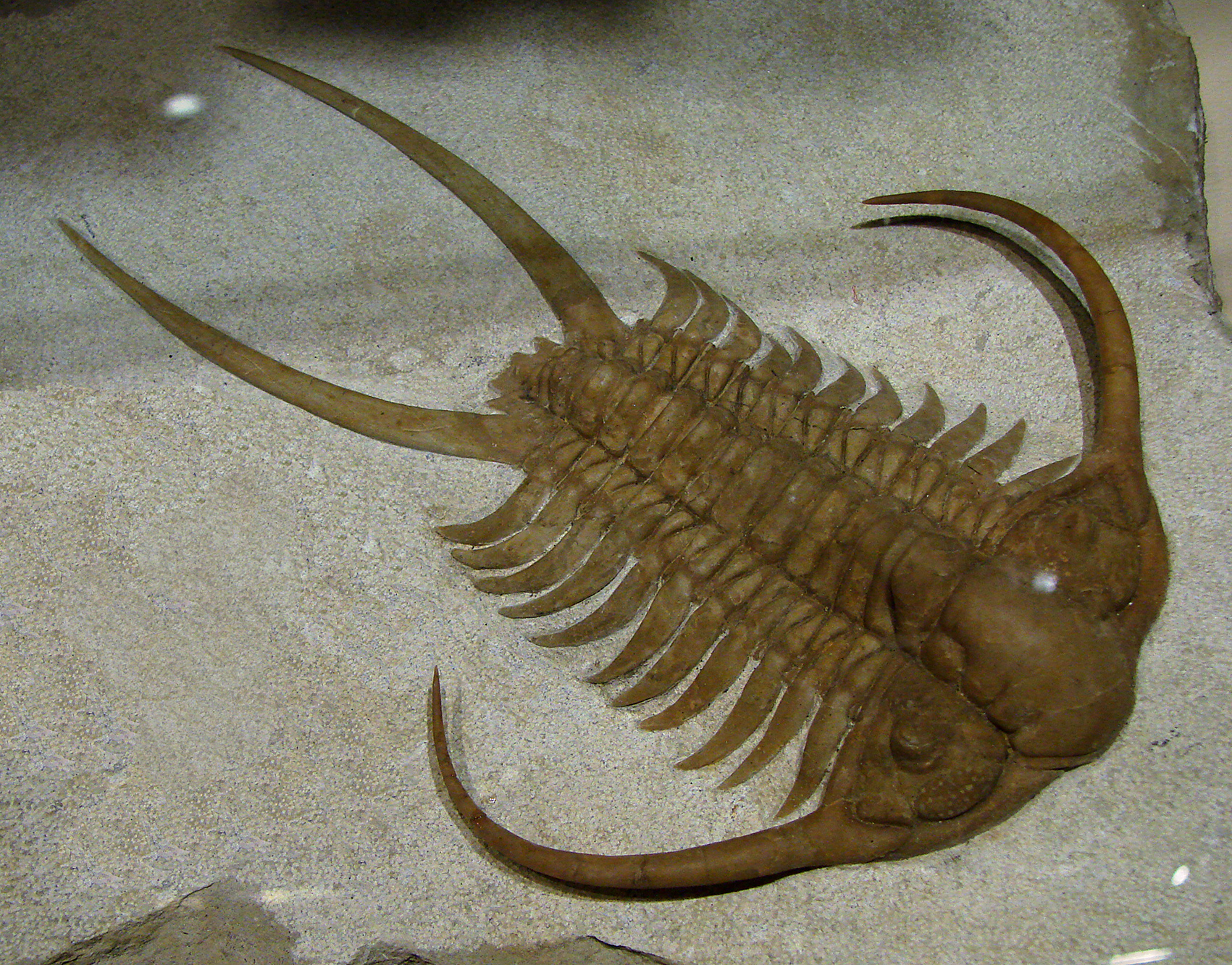
Cheirurus ou Paraceraurus um trilobite
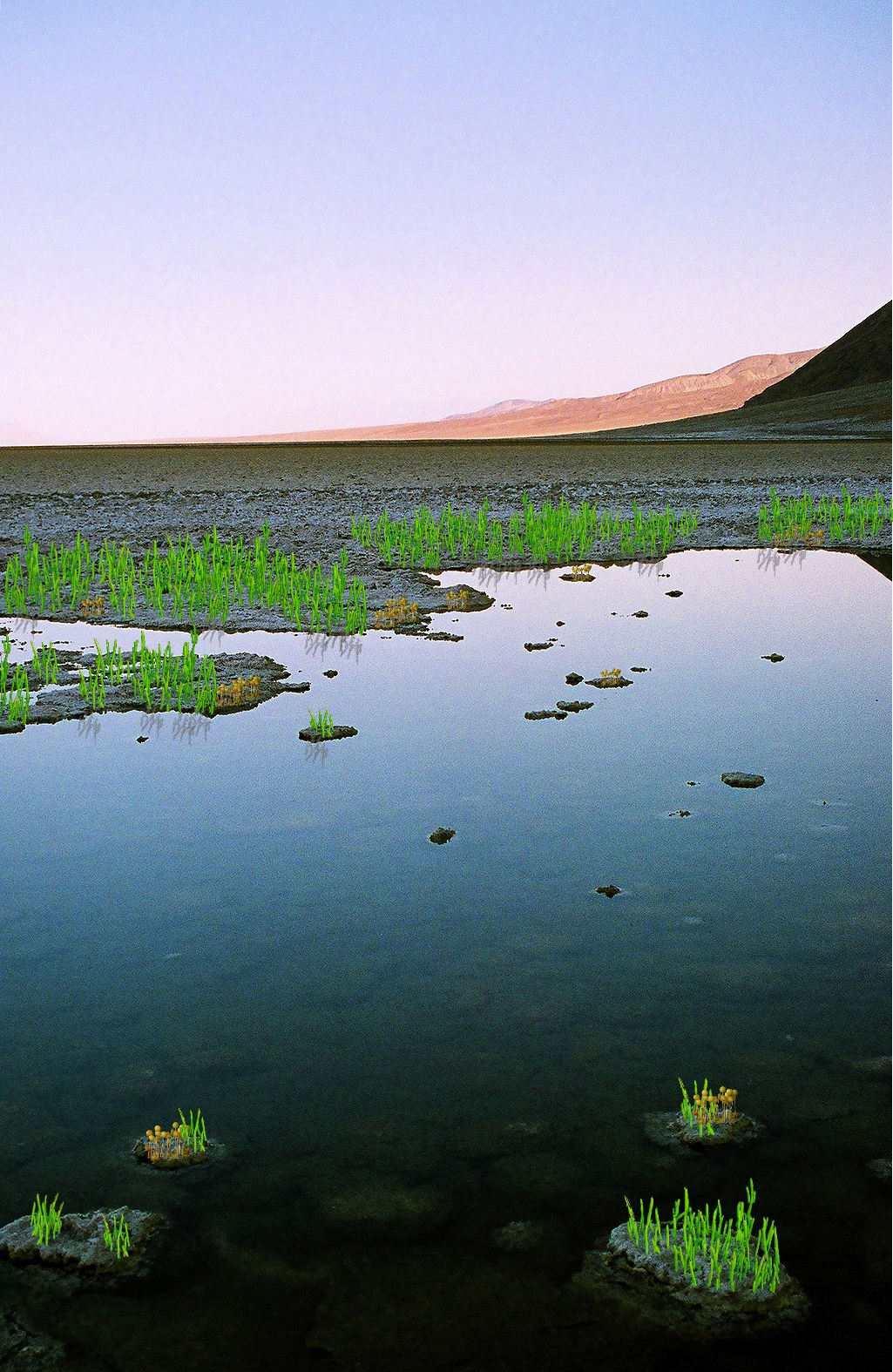
Colonização da terra por plantas primitivas poderia esta limitada ao litoral
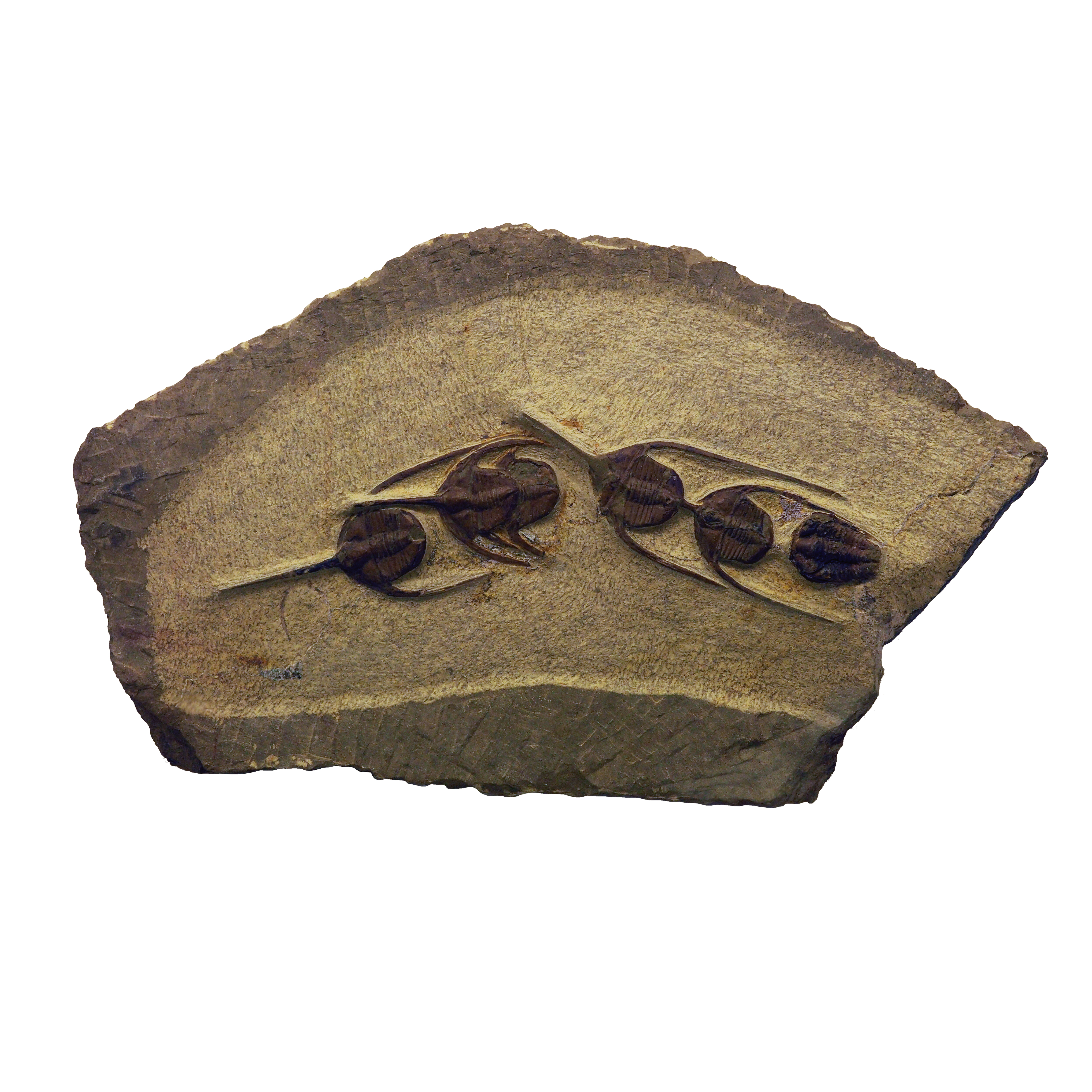
Ampyx, uma trilobita.
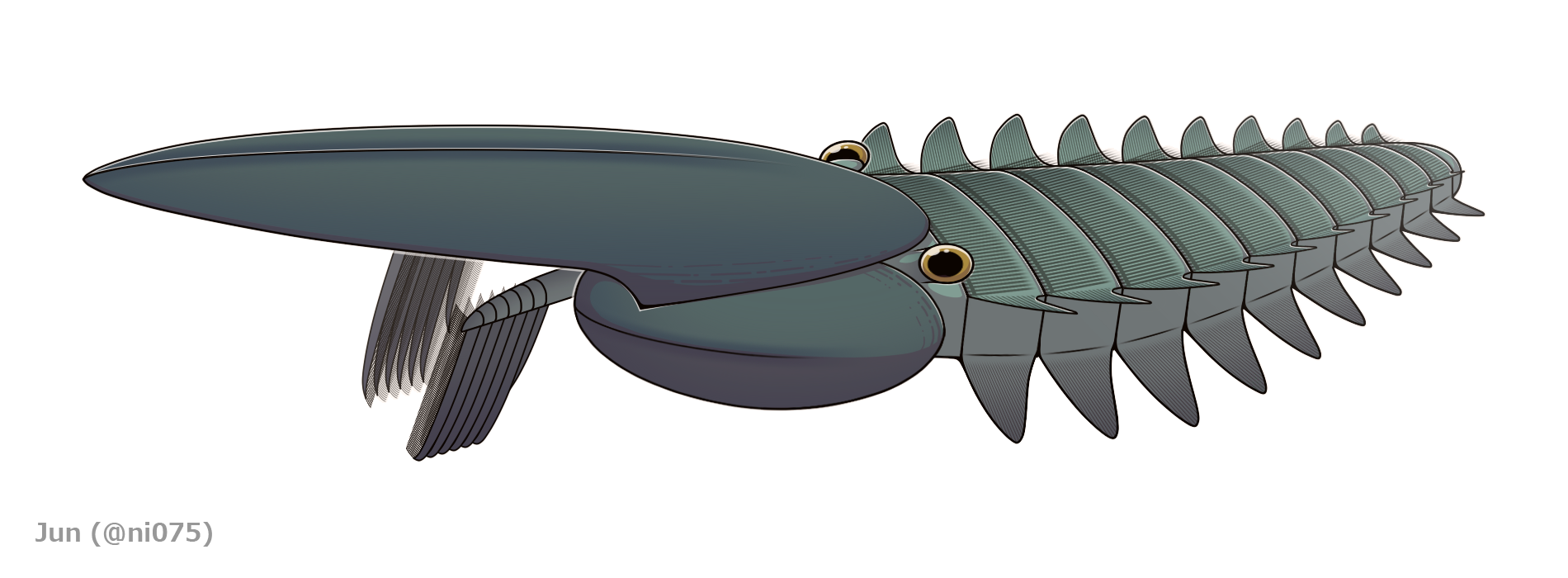
Aegirocassis, um grande artropode dinocarido filtrador do Marrocos.
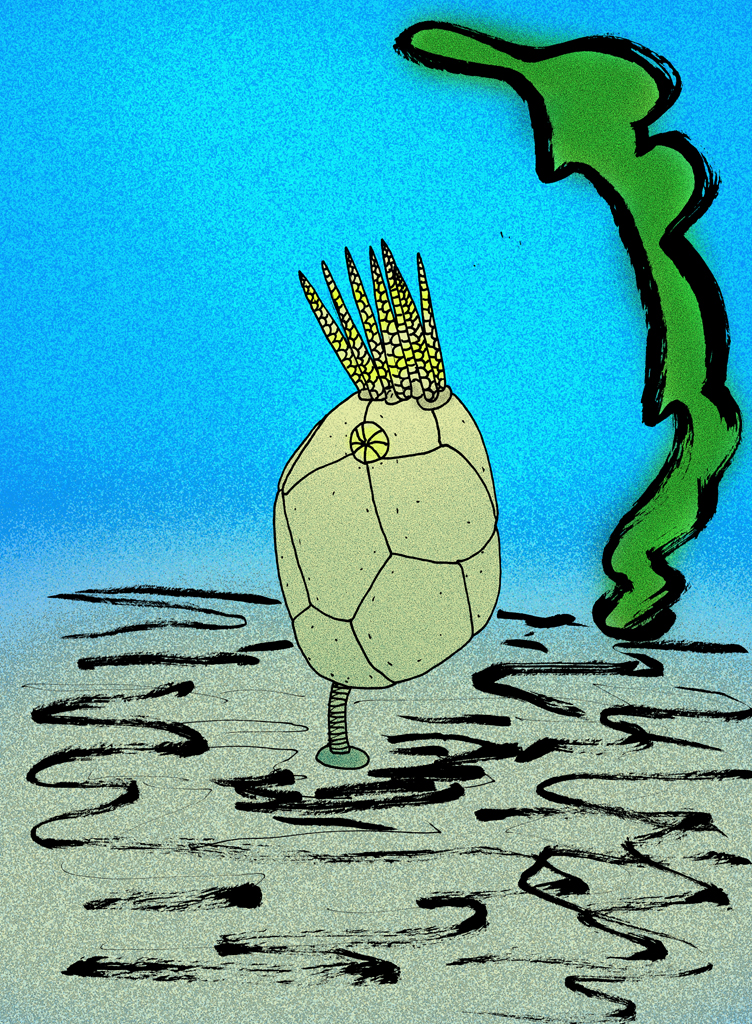
Cryptocrinites, um equinodermo.
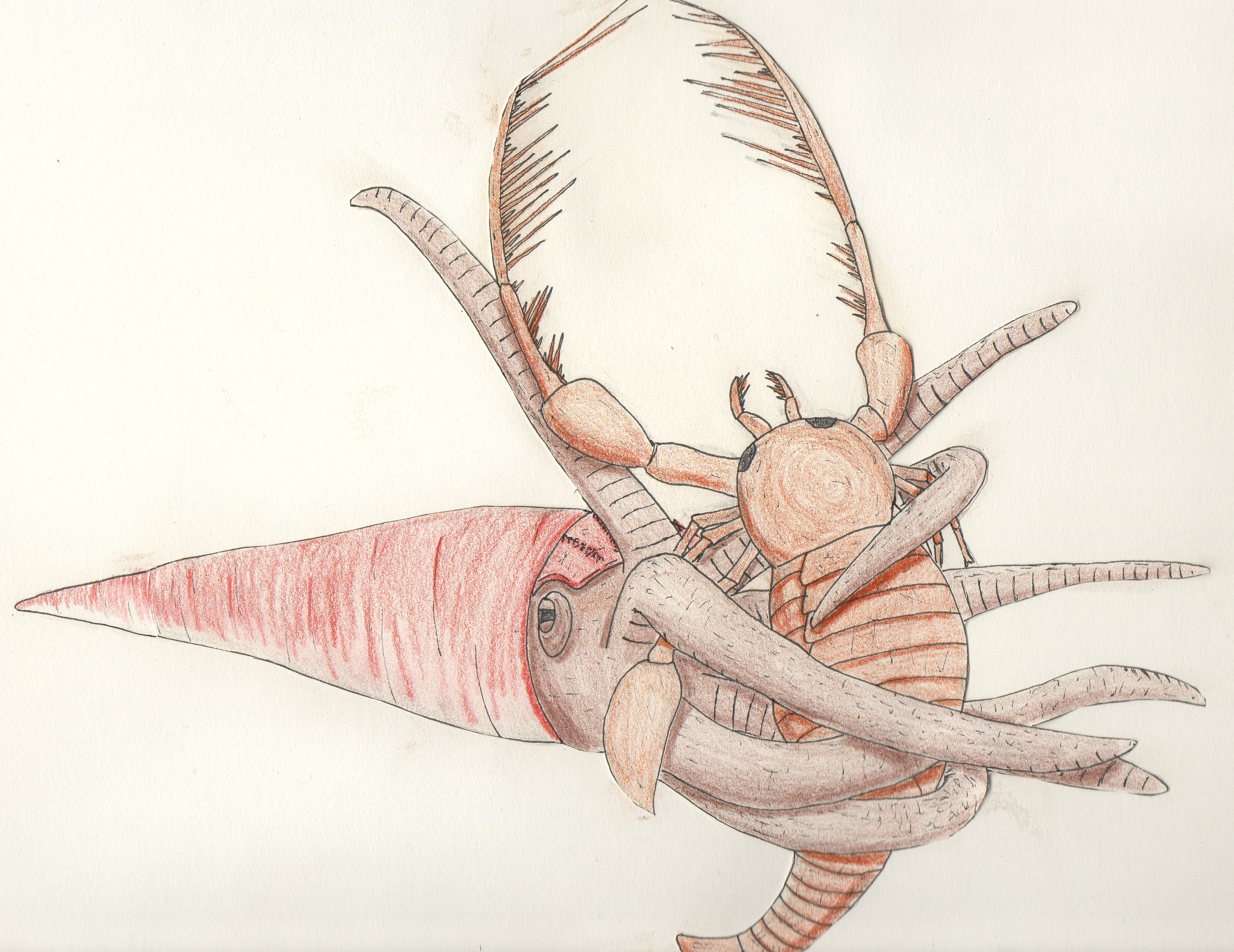
Megalograptus sendo atacado por um Cameroceras.
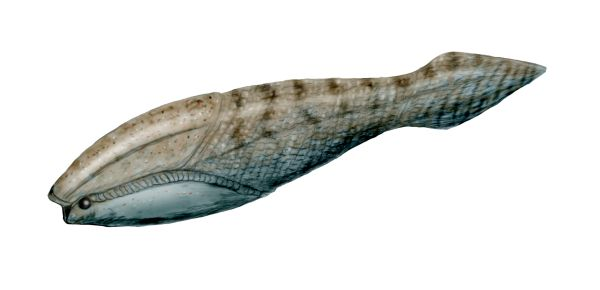
Arandaspis, um peixe primitivo.
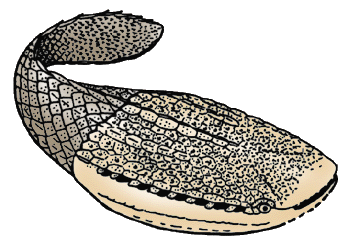
Astraspis, um peixe primitivo.
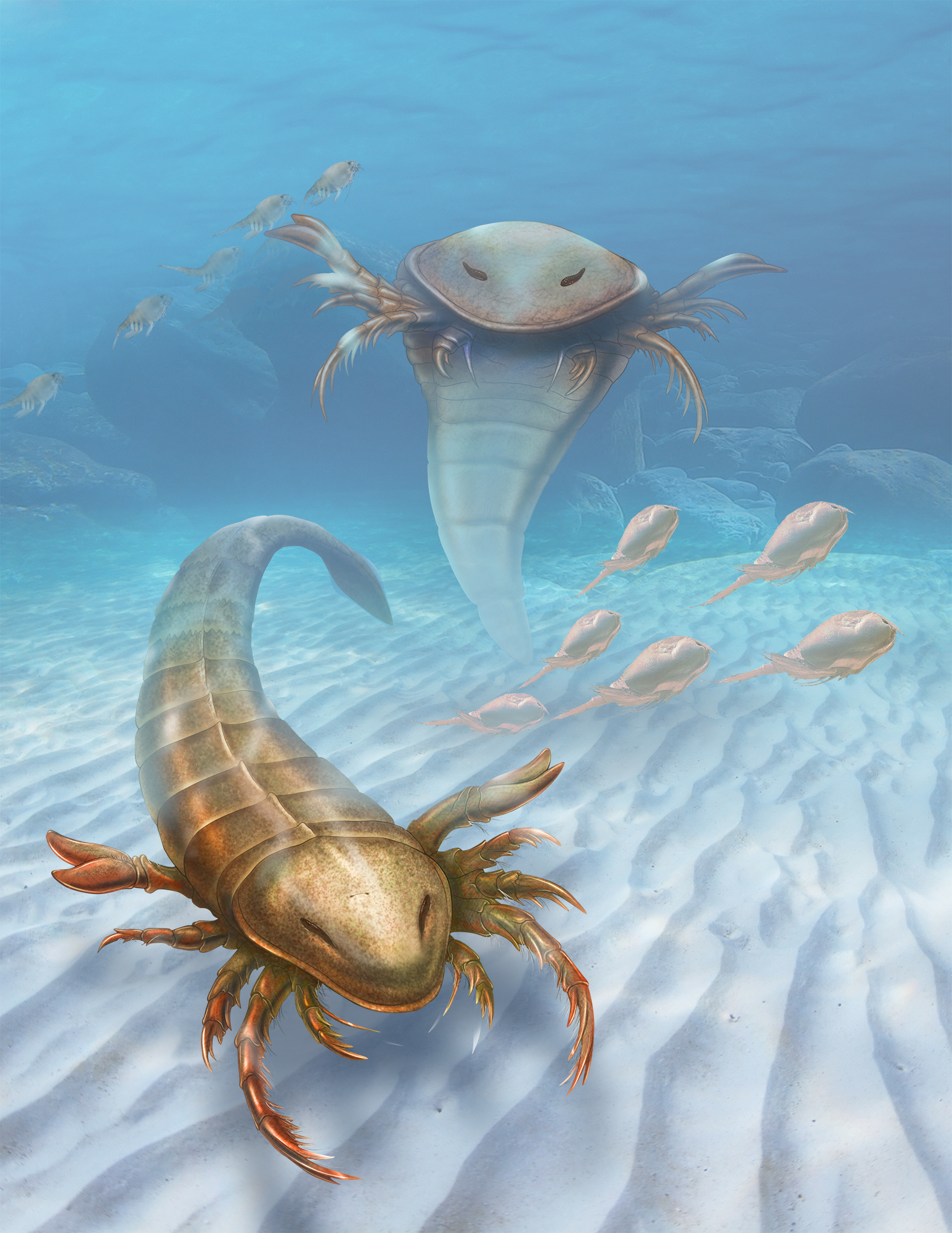
Pentecopterus, o mais antigo euripterídeo conhecido.